# Acacia preissiana
Acacia preissiana là một loài thực vật có hoa trong họ Đậu. Loài này được (Meissner) Maslin miêu tả khoa học đầu tiên.